# Marko Medin
Marko Medin (Budva, 4. svibnja 1824. – Butte, Montana, 24. lipnja 1901.), hrvatski iseljenik iz Crne Gore u Ameriku, vlasnik rudnika srebra i zlata u Nevadi i jedan od prvih Slavena koji je došao u Nevadu.

## Životopis
Rođen u Budvi 1824. Bio je sin Antona Medina, višegodišnjeg uglednog trgovca i uglednog građanina Budve, koji je bio šesnaest godina gradonačelnik sve do smrti. Marko je bio najstariji od petero djece. Školovao se u Budvi, gdje su mu otkrili trgovački duh. Godine 1854. odselio u SAD preko Paname u Kaliforniju, privučen zlatnom groznicom. Bio je jedan od pionira Divljeg zapada za vrijeme Velike srebrene groznice 60-ih i 70-ih godina 19. stoljeća. Jedan od prvih Slavena koji je došao u Nevadu. Posjedovao vlasnike srebra i zlata. Postao je gospodarstvenik i poduzetnik koji je mnogo doprinio razvoju zemlje.
U Nevadu je došao 1861. iz San Francisca u kojem je imao prodavaonice voća i "coffee stand". Medinova "San Francisco Fruit Store" bila je jedna od najvećih građevina te vrste na Teritoriju Nevade. U Nevadi se oženio s Irkinjom s kojom je dobio šestero djece. Zbog supruge Irkinje, engleski je govorio s irskim naglaskom. Markov brat Aleksandar također je bio u SAD i držao je ogranak prodavaonice voća u Austinu. Raspon djelatnosti nije ostao ograničen samo na veleprodaju voća i salune, nego i u rudarstvo. Markovi rudnici srebra bili su u Hamiltonu i Treasure Cityju, danas napuštenim naseljima u okrugu White Pine 1869. godine.
Mnogo se zalagao za zajednicu. Bio je član vatrogasnog društva, vođa slavenske zajednice u Nevadi, pionir veleprodaje voća, graditeljstva i prije svega pionir izgradnje savezne države Nevade. Osim što je bio među prvim ulagačima u rudarske poduzetničke pothvate, bio je na američkim popisima popisan kao "Capitalist". Premda je mnogo zaradio na rudnicima i inim poduzetničkim ulaganjima, ondje je imao i gubitaka od 250.000 dolara. Rujna 1884. preselio je u Montanu u Butte. Ondje se bavio trgovinom do smrti. U trenutku smrti bio je vlasnik velikih nekretnina u Nevadi i vrijednih posjeda u Great Fallsu.
Sin Marko mlađi pristaša je Demokratske stranke i bio je dvije godine zastupnik u 4. wardu gradskog vijeća. 1901. je bio demokratski kandidat za gradskog rizničara, izvršni u banci Wells-Fargo u Virginia Cityju, Nevada i predsjednik u ljekarničkoj kompaniji Finely-Medin Drug Company.
Marko Medin je ktitor katoličke crkve na groblju u rodnoj Budvi.
Ušao je u knjige kao progresivni čovjek države Montane, a o Medinu je pisao pittsburški Zajedničar 1964. godine.